# Dieupentale
Dieupentale – miejscowość i gmina we Francji, w regionie Oksytania, w departamencie Tarn i Garonna.
Według danych na rok 1990 gminę zamieszkiwały 662 osoby, a gęstość zaludnienia wynosiła 108 osób/km² (wśród 3020 gmin regionu Midi-Pireneje Dieupentale plasuje się na 487. miejscu pod względem liczby ludności, natomiast pod względem powierzchni na miejscu 1399.).

## Zabytki

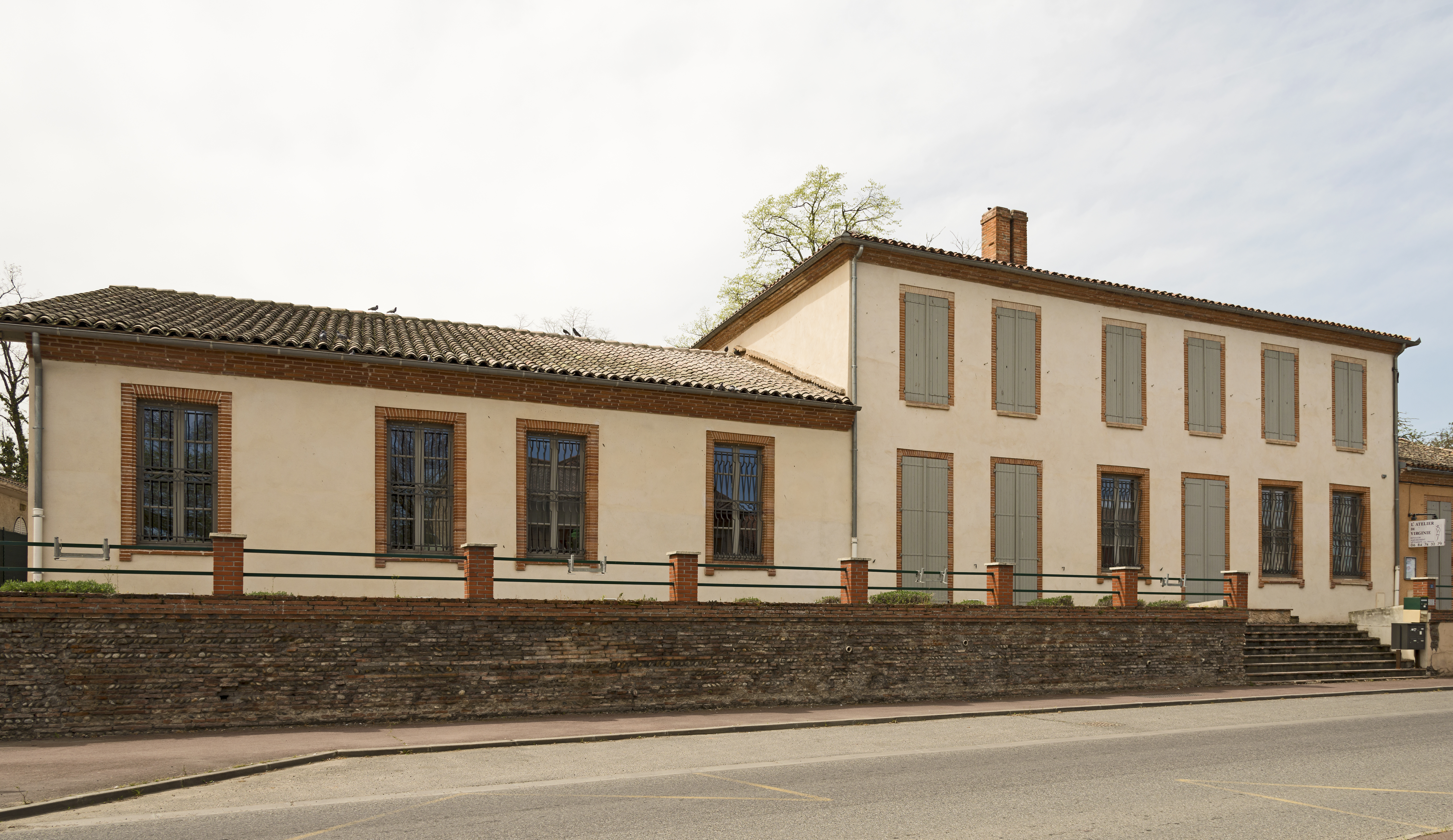
ratusz.
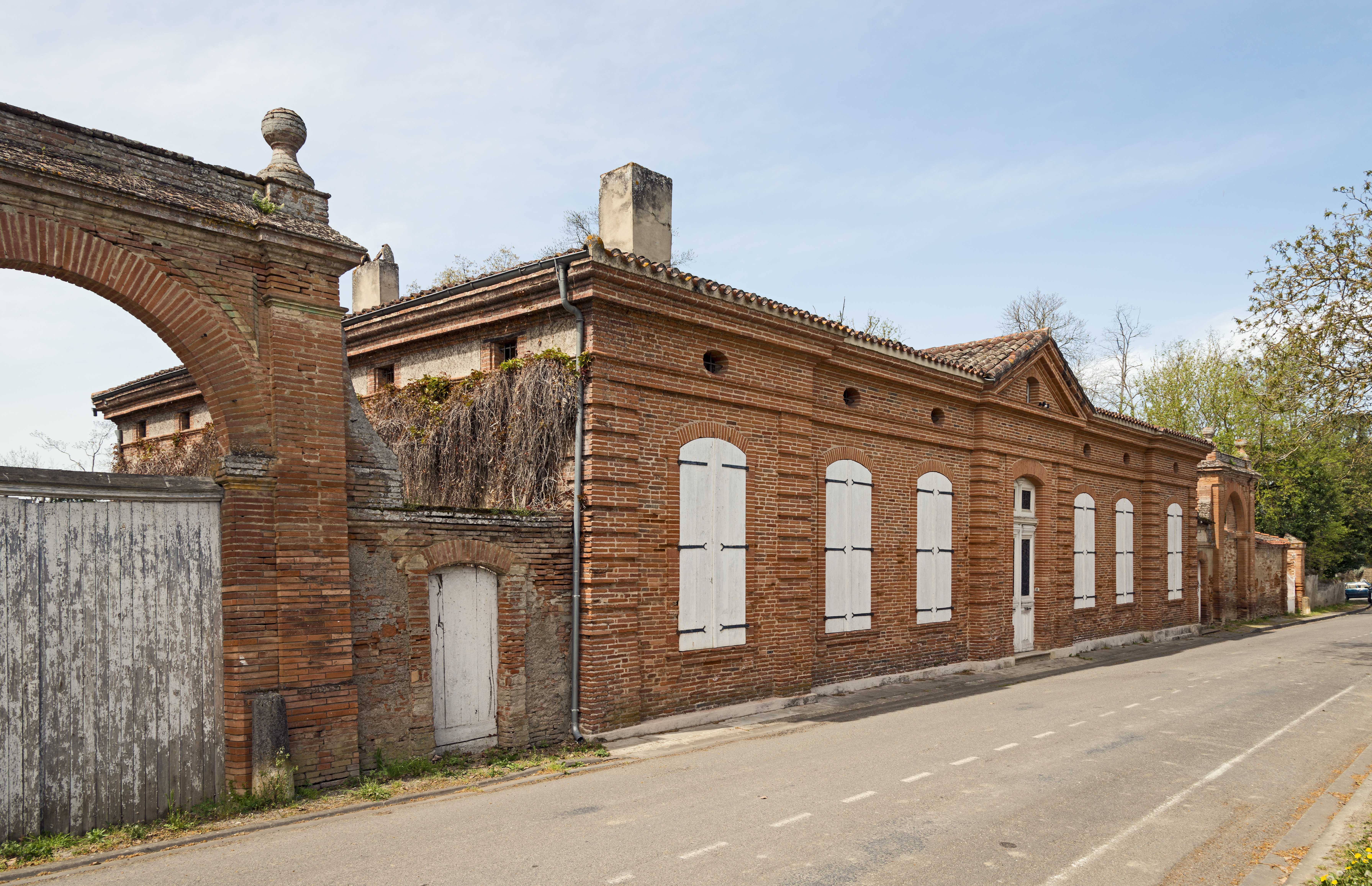
Zamek, de Laparre de Saint-Sernin.
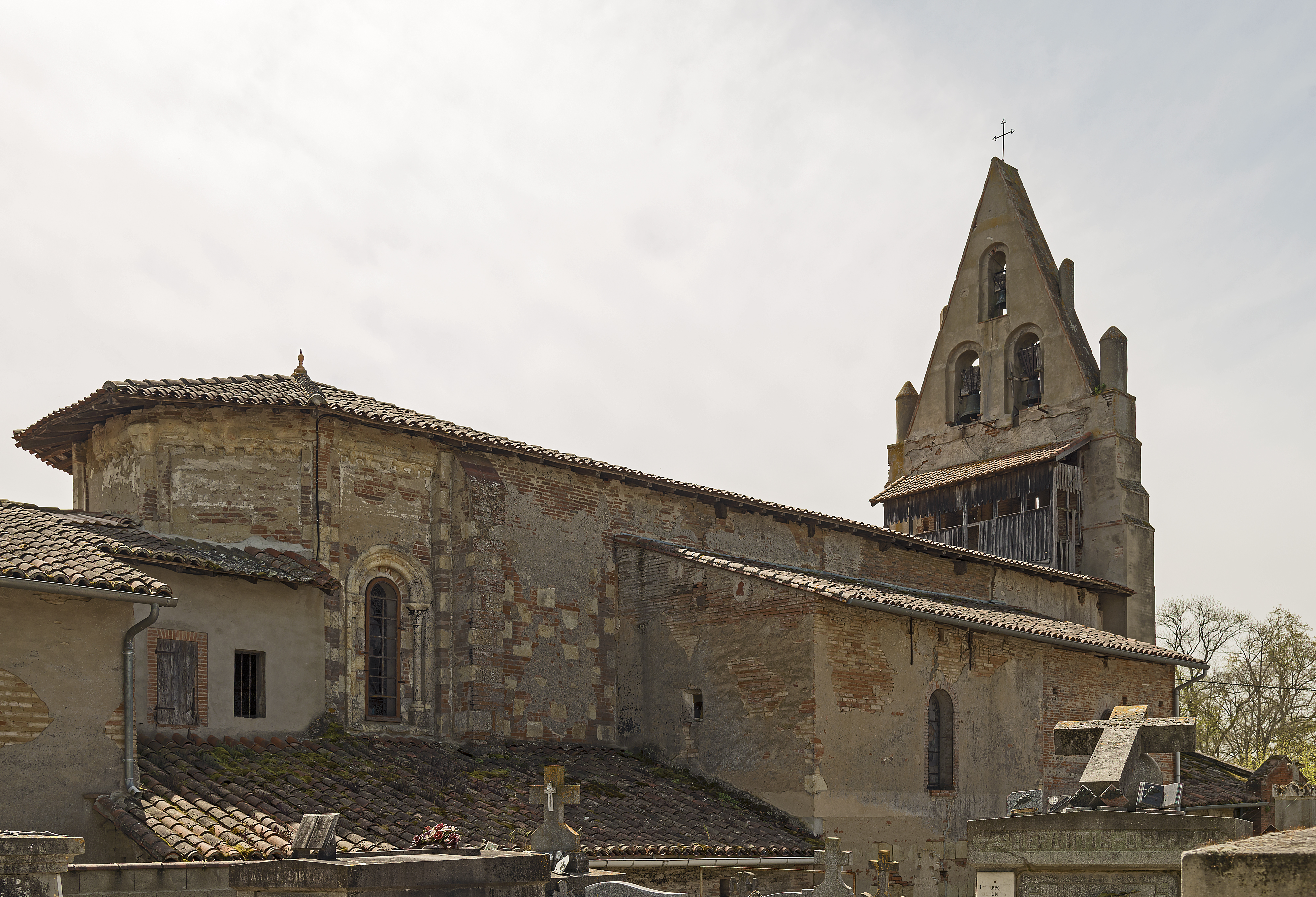
Kościół.
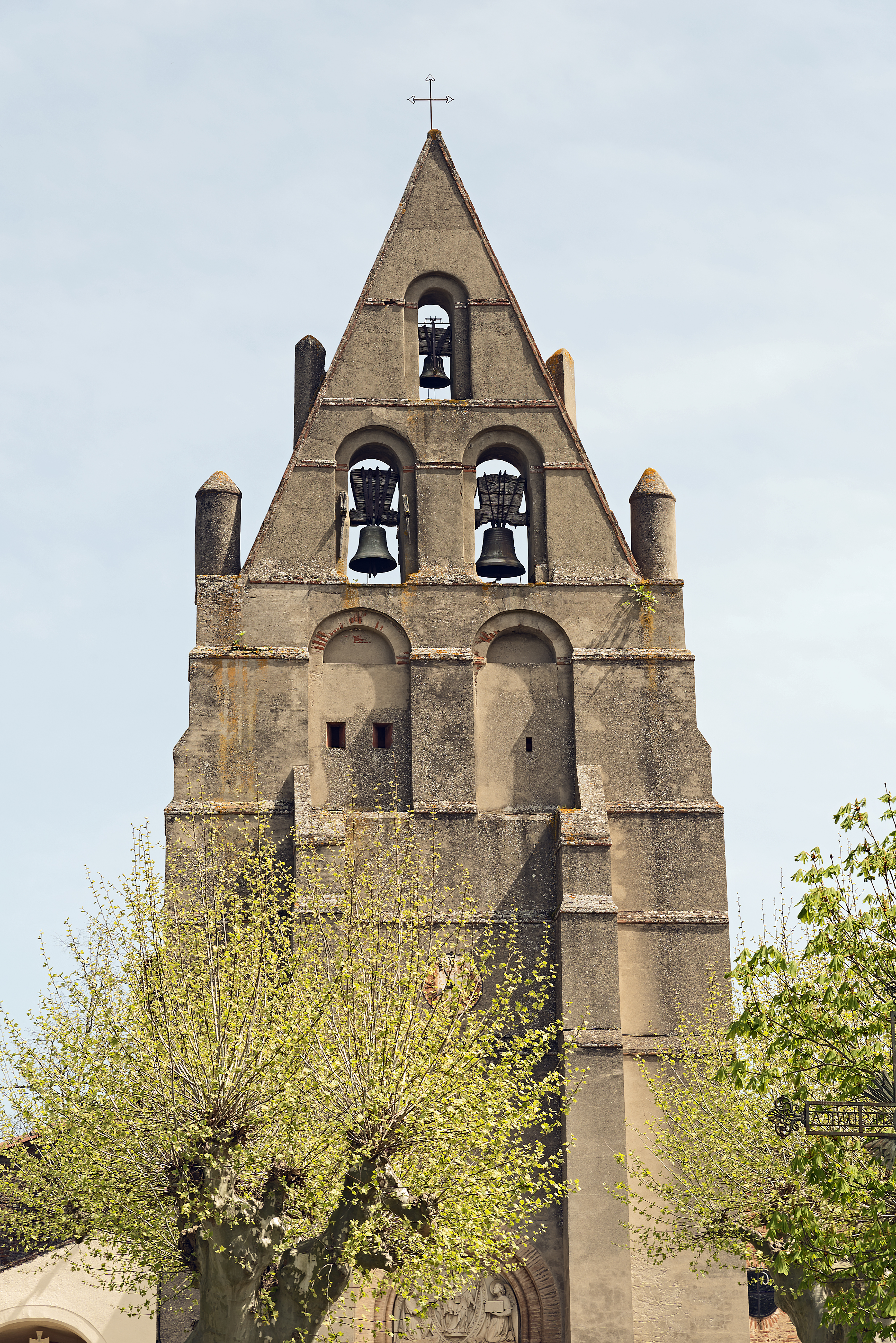
dzwonnica.
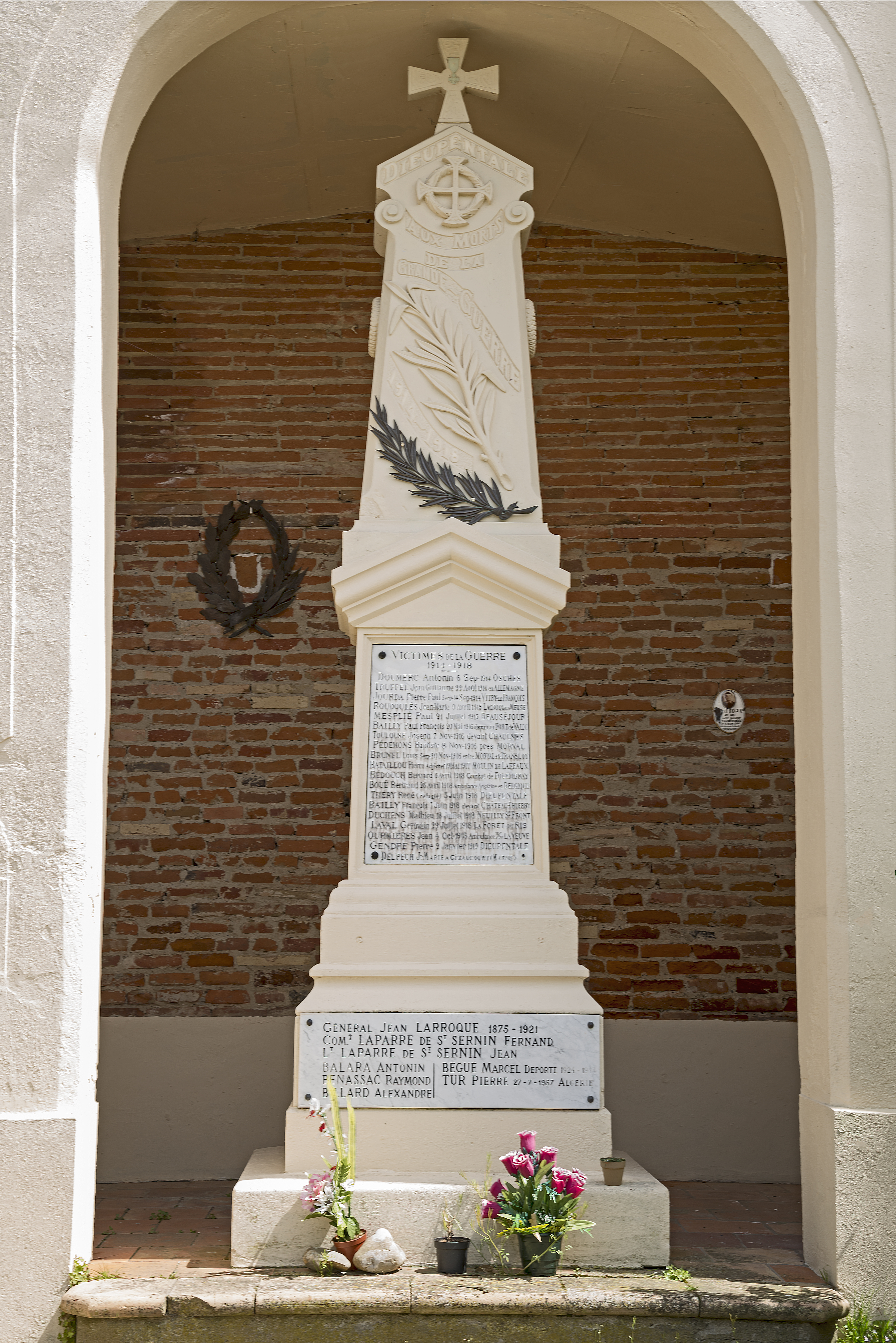
Pomnik wojenny.
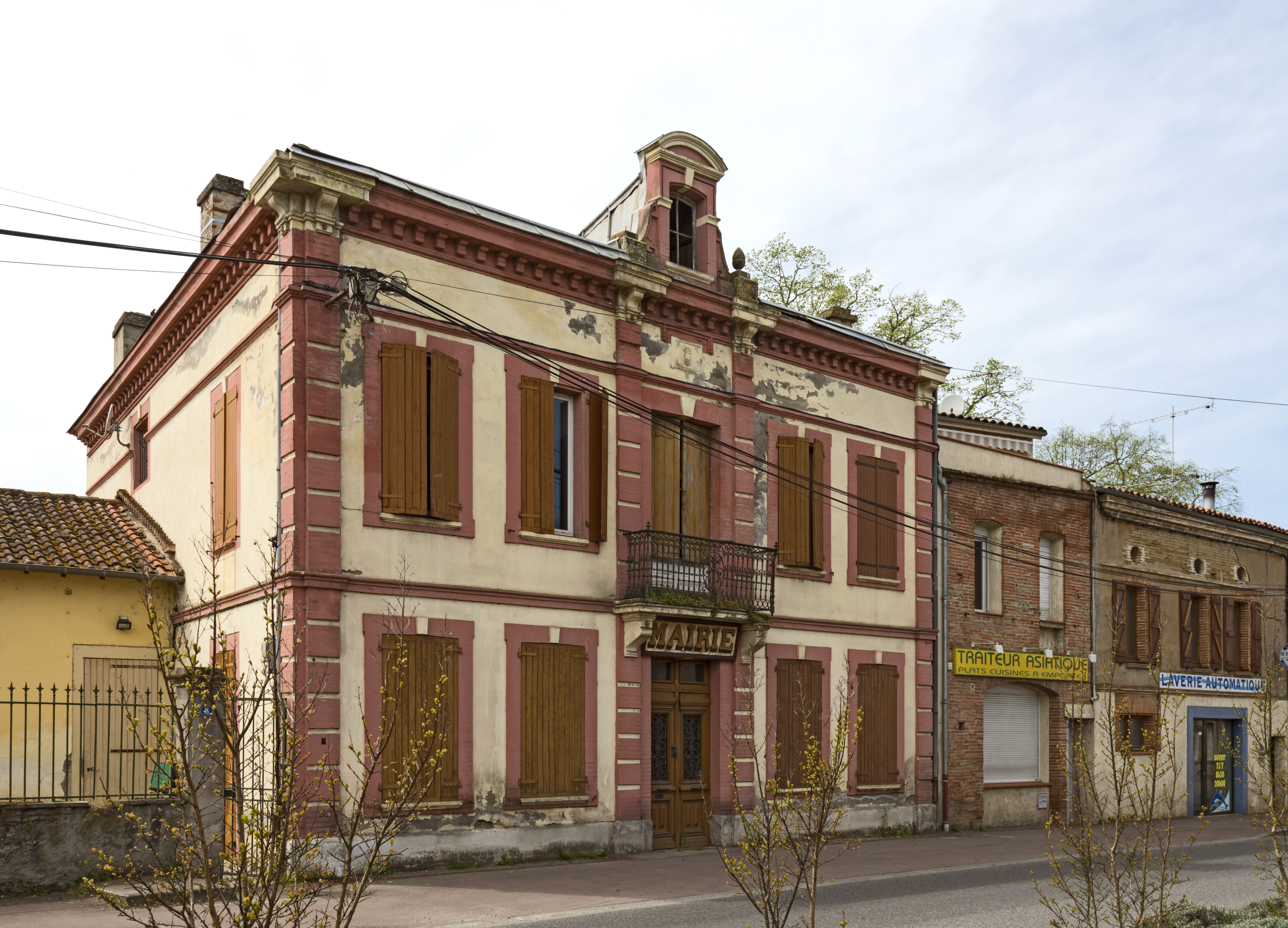
stary ratusz.